# العلاقات البحرينية المدغشقرية
العلاقات البحرينية المدغشقرية هي العلاقات الثنائية التي تجمع بين البحرين ومدغشقر.

## مقارنة بين البلدين
هذه مقارنة عامة ومرجعية للدولتين:
| وجه المقارنة                                              | البحرين       | مدغشقر                      |
| --------------------------------------------------------- | ------------- | --------------------------- |
| المساحة (كم2)                                             | 765           | 587.04 ألف                  |
| عدد السكان (نسمة)                                         | 1.49 مليون    | 25.57 مليون                 |
| الكثافة السكانية (ن./كم²)                                 | 194.77 ألف    | 43.56                       |
| العاصمة                                                   | المنامة       | أنتاناناريفو                |
| اللغة الرسمية                                             | اللغة العربية | اللغة الملغاشية، لغة فرنسية |
| العملة                                                    | دينار بحريني  | أرياري مدغشقري              |
| الناتج المحلي الإجمالي (بليون دولار)                      | 35.31 مليار   | 11.50 مليار                 |
| الناتج المحلي الإجمالي (تعادل القوة الشرائية) بليون دولار | 64.16 مليار   | 35.51 مليار                 |
| الناتج المحلي الإجمالي الاسمي للفرد دولار أمريكي          | 22.60 ألف     | 401                         |
| الناتج المحلي الإجمالي للفرد دولار أمريكي                 | 45.50 ألف     | 1.44 ألف                    |
| مؤشر التنمية البشرية                                      | 0.824         | 0.510                       |
| رمز المكالمات الدولي                                      | +973          | +261                        |
| رمز الإنترنت                                              | .bh           | .mg                         |
| المنطقة الزمنية                                           | ت ع م+03:00   | ت ع م+03:00                 |

## منظمات دولية مشتركة
يشترك البلدان في عضوية مجموعة من المنظمات الدولية، منها:
| علم المنظمة | اسم المنظمة                               | تاريخ انضمام البحرين | تاريخ انضمام مدغشقر |
| ----------- | ----------------------------------------- | -------------------- | ------------------- |
|             | يونسكو                                    | 18 يناير 1972        | 10 نوفمبر 1960      |
|             | وكالة ضمان الاستثمار متعدد الأطراف        | 12 أبريل 1988        | 8 يونيو 1988        |
|             | الأمم المتحدة                             | 21 سبتمبر 1971       | 20 سبتمبر 1960      |
|             | الفريق المعني برصد الأرض                  | ?                    | ?                   |
|             | الاتحاد البريدي العالمي                   | ?                    | ?                   |
|             | البنك الدولي للإنشاء والتعمير             | 15 سبتمبر 1972       | 25 سبتمبر 1963      |
|             | الاتحاد الدولي للاتصالات                  | 1975                 | 11 مايو 1961        |
|             | منظمة حظر الأسلحة الكيميائية              | ?                    | ?                   |
|             | مؤسسة التمويل الدولية                     | 22 سبتمبر 1995       | 27 سبتمبر 1963      |
|             | المركز الدولي لتسوية المنازعات الاستشارية | 15 مارس 1996         | 14 أكتوبر 1966      |
|             | منظمة التجارة العالمية                    | ?                    | ?                   |
|             | منظمة الشرطة الجنائية الدولية             | ?                    | ?                   |

## وصلات خارجية
- موقع وزارة الخارجية البحرينية